# Bertone
Gruppo Bertone foi uma empresa italiana especializada na fabricação de carrocerias e no projeto de automóveis.

## História
Foi fundada em 1912 em Turim por Giovanni Bertone para fabricar carruagens, com o nome de Carrozzeria Bertone. Seus serviços já foram contratados por Alfa Romeo, Ferrari, Fiat, Lancia, Lamborghini, Volvo Cars, entre outros. Além disso, projetou dois modelos para a fabricante de scooters Lambretta.
Com o fim da segunda guerra mundial passou a ser comandada por Nuccio Bertone, filho do fundador. A empresa foi dividida em duas unidades, Carrozzeria, responsável pela construção de carros e o estúdio de projetos, e Stile Bertone. Com a morte de Nuccio, sua esposa Lilli Bertone passou a dirigir a empresa.
Nos últimos meses, a casa Bertone chegou a ser sondada por vários interessados para uma possível compra que não se concretizou. Além disso, fornecedores estavam processando o estúdio para receber dívidas atrasadas.
Em março de 2014, foi decretada a falência da empresa, depois de 101 anos de fundação.

## Carros e scooters projetados pela Bertone
- 1952 Abarth 1500 Coupé
- 1958 Abarth 1000 GT Coupé
- 1965 Abarth OT 1000 Spider Alfa Romeo Montreal
- 1954 Alfa Romeo 1900 Sport Spider
- 1954 Alfa Romeo 2000 Sportiva
- Alfa Romeo BAT-5
- 1954 Alfa Romeo BAT-7
- Alfa Romeo BAT-9
- 1954 Alfa Romeo Giulietta Sprint
- 1959 Ferrari 250 GT Bertone

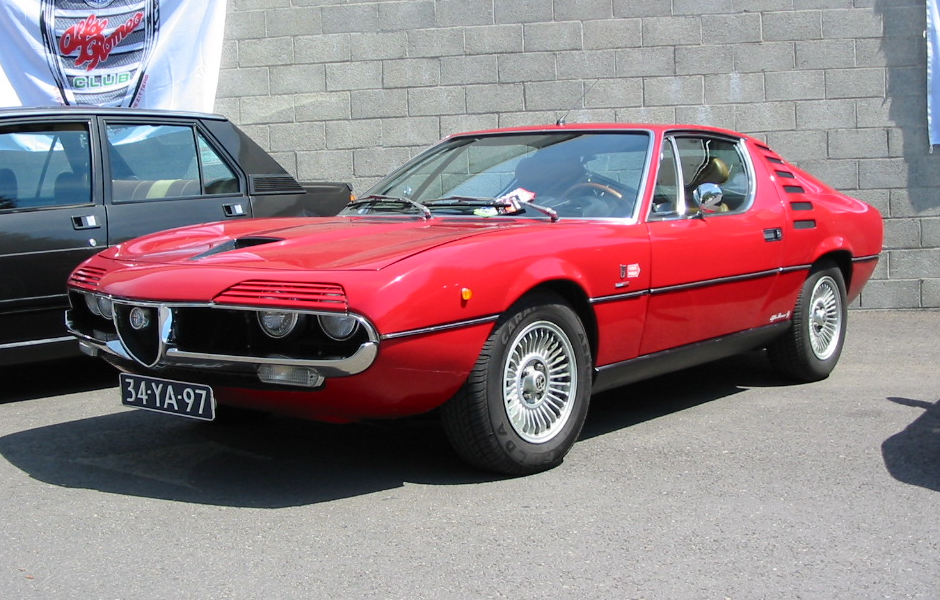
Alfa Romeo Montreal

- 1960 Alfa Romeo Giulietta Sprint Speciale
- 1962 Alfa Romeo 2600 Sprint
- 1962 Alfa Romeo Giulia Sprint
- 1962 Alfa Romeo Giulia Sprint Speciale
- 1964 Alfa Romeo Canguro
- 1967 Alfa Romeo Montreal
- 1968 Alfa Romeo Carabo
- 1978 Alfa Romeo Alfetta
- 1980 Alfa Romeo Alfetta 2000 Alfa Romeo GT1993 Opel Astra F Cabrio
- 2003 Alfa Romeo GT
- 1955 Arnolt-Bristol
- 1962 ASA Coupé
- 1962 Alfa Romeo GTA
- 1961 Aston Martin DB4 GT Jet
- 1970 Bertone Stratos
- 1986 Bertone Zabrus
- 1990 Bertone Nivola
- 1992 Bertone Blitz
- 2003 Bertone Birusa
- 1962 BMW 3200 CS
- 1970 BMW Garmisch 2200Ti
- 1982 Citroën BX
- 1989 Citroën XM
- 1991 Citroën ZX
- 1992 Citroën Xantia
- 1995 Daewoo Espero

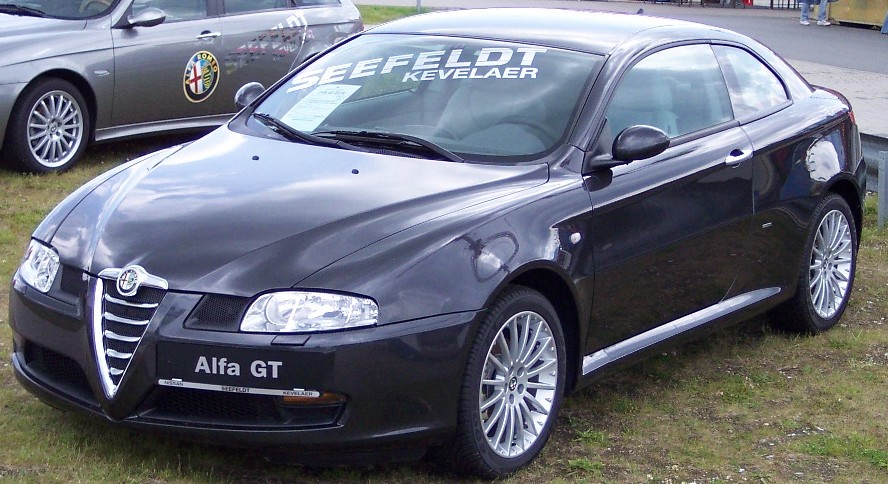
Alfa Romeo GT

- 1962 Ferrari 250 GT Berlinetta Lusso Lancia Stratos HF
- 1974 Ferrari 208/308 GT4
- 1967 Fiat Dino Coupé
- 1968 Fiat 850 Sport Spider
- Fiat Ritmo/Strada

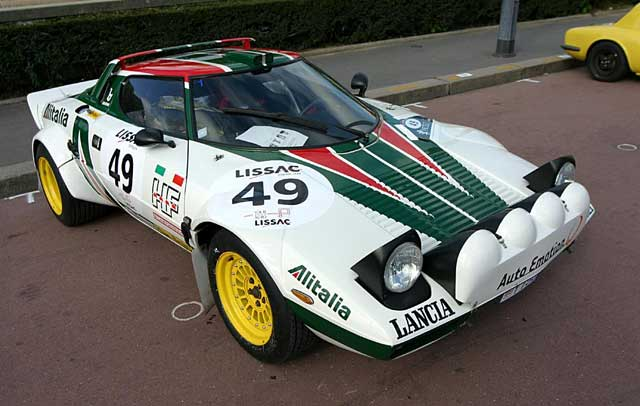
Lancia Stratos HF

- Fiat X1/9 (também vendido como um Bertone e fabricado pela própria)
- 1960 Gordon-Keeble
- 1962 Iso Rivolta
- 1965 Iso Grifo
- 1969 Iso Lele
- Lancia Stratos
- 1967 Lamborghini Marzal
- 1967 Lamborghini Miura
- 1968 Lamborghini Espada
- 1971 Lamborghini Countach Lamborghini Diablo SV
- Lamborghini Diablo
- Lamborghini Urraco

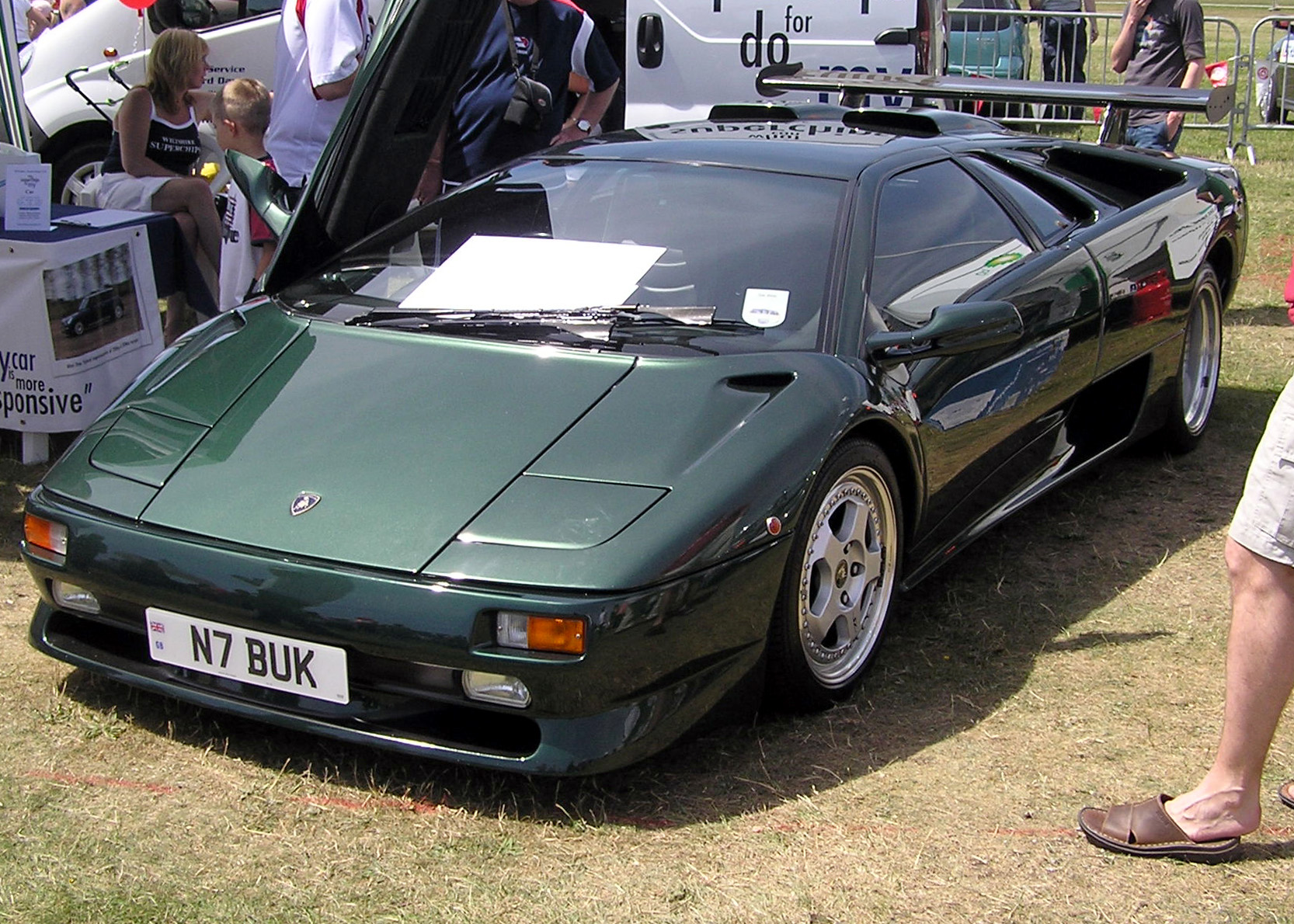
Lamborghini Diablo SV

- 1968 Lambretta Luna: Lui, Vega e Cometa
- 1969 Lambretta GP/DL Scooter
- 1972 Maserati Khamsin
- 1974 Maserati Quattroporte II
- 1959 NSU Sport Prinz
- 1960 NSU Wankel Spider
- 1962 Simca 1000
- 1967 Simca 1200S Coupé
- Volvo 262
- Volvo 780
- 2001 Opel Astra Coupe/Cabrio
- 2003 Fiat Nuova Panda